# Dancing Mood
Dancing Mood est un groupe argentin de rock, originaire de Buenos Aires. Il joue des instrumentaux de mélodies antillaises classiques, principalement du ska, du reggae et du calypso.

## Histoire
Le groupe est formé en 2000, à l'initiative du trompettiste Hugo Lobo, fort d'une vaste expérience acquise en jouant et en enregistrant dans de nombreux groupes du circuit national tels que Viejas Locas, Callejeros, Satélite Kingston, Riddim, Turf, Attaque 77, Mimi Maura, Todos Tus Muertos, Intoxicados, et Damas Gratis, parmi d'autres. Parmi ses membres les plus remarquables, citons Sergio Rotman (saxophone) et précédemment Toto Rotblat, décédé en 2008, tous deux musiciens de Los Fabulosos Cadillacs. Amateur de big band, Lobo pousse le concept plus loin en y ajoutant un orchestre symphonique. Le groupe fusionne Duke Ellington avec Delroy Wilson, Burt Bacharach avec Count Basie, ou Dizzy Gillespie avec Charlie Parker. Tous les arrangements pour l'orchestre sont de Hugo Lobo, et chaque passage instrumental est de Hugo Lobo. Lobo, et chaque passage instrumental reflète la raucité du ska. Ainsi, chaque concert du groupe devient une célébration qui va au-delà des frontières de l'Europe. Le concert du groupe se transforme en une célébration au-delà des genres, faisant exploser les standards et la musique. 
En 2015, ils sont récompensés par la Fondation Konex du Diploma al Mérito comme l'un des cinq meilleurs groupes dans la discipline instrumental/fusion de la dernière décennie en Argentine.

## Membres
- Hugo Lobo — trompette
- Martín Aloé — basse
- Facundo Canosa — claviers
- Ramón Lobo — guitare
- Matías Brunel — guitare
- Pablo Romagnoli — flûte
- Ezequiel « Peri » Rodríguez — harmonica
- Martino Gesualdi — trombone
- Fernando Albareda — trombone
- Ruben Mederson — saxophone alto, soprano
- Carolina Mazzocca — saxophone baryton
- Santiago De Francisco — saxophone ténor
- Agustín Simoni — batterie

## Discographie
- 2001 : 20 minutos
- 2002 : Vol 2
- 2004 :  Dancing Groove
- 2006 : Groovin High
- 2009 : On the Sunny Side of the Street
- 2011 : Non Stop, Vol 1
- 2011 : Non Stop, Vol 2
- 2011 : Non Stop, Vol 3
- 2015 : Ska Explosion
- 2017 : On the Good Road
- 2022 : En vivo en la sala